# Дивон Дъдли
Дивон Еджър Хюс (на английски: Devon Edger Hughes; роден на 1 август 1972) е американски професионален кечист.
Работи с WWE, където се бие под сценичното име Дивон Дъдли заедно с партньора си Бъба Рей като Дъдли Бойс. Хюс се бие в Extreme Championship Wrestling (ECW) от 1995 до 1999 и за WWF/E от 1999 до 2005 като Дивон Дъдли. Той участва в Total Nonstop Action Wrestling (TNA) от 2005 до 2014 като Брат Дъдли и Дивон.
Отличават се с тяхното нестандартно облекло и използването на маси в своите мачове, Дъдли Бойс са един от най-успешните отбори в историята на професионалния кеч, отличени от TNA като 23-кратни световни отборни шампиони, и първия отбор член на Залата на славата на TNA. Включително две Телевизионни титли на TNA, Хюс е носител на 25 главни титли измежду TNA, WWE, ECW, и New Japan Pro Wrestling (NJPW).

## В кеча
- Финални ходове
  - Piledriver[1] – 1996 – 1998
  - RDS – Ron Damn Simmons[7] (WWE)/Thrust spinebuster[8][9] (TNA) – 2012 г.; усвоено от Рон Симънс
  - Saving Grace (Lifting falling inverted DDT)[1] – 1999 – 2011
  - Snap scoop powerslam[1] – 2003; използвано като ключов ход 1996 – 2002, 2004 –
  - Testify (Rope hung neckbreaker)[1] – 2002
- Signature moves
  - Corkscrew back elbow[1]
  - Diving headbutt[1]
  - Flapjack
  - Inverted DDT[1]
  - Leaping shoulder block[1]
  - One-man con-chair-to
- С Братът Рей/Бъба Рей Дъдли
  - Отборни финални ходове
    - 3D – Dudley Death Drop/Deadly Death Drop (Flapjack (Дивон)/Cutter (Рей) комбинации, понякога през маса)[10]

  - Отборни финални ходове
    - 3D II – Dudley Death Drop II/Deadly Death Drop II (Belly to back suplex (Рей)/Neckbreaker (Дивон) комбинация)[10]
    - Aided superbomb[10]
    - Wassssup? (Diving headbutt low blow, с постановки)[10]
    - Dudleyville Device
- Мениджъри
  - Сайн Гай Дъдли[1]
  - Братовчеда Стив[1]
  - Джони Роц
  - Стейси Кийблър[1]
  - Дякона Батиста
  - Джони Девин[1]
  - Джоел Гъртнър
  - Фло Райда
  - Чайна[11]
- Прякори
  - „Кучето“
  - „Духовния съветник на Г-н Макмеън“[12][13]
- Входни песни
  - „Ollie Stalefish“ на Extreme Music (WWF; използвана докато е в отбор с Бъба Рей Дъдли)
  - „We're Comin' Down“ на Pete Blast и Jim Johnston (WWF/E; 1 април 2001 – 11 март 2002; 24 август 2015 – )
  - „Turn The Tables“ на Saliva (WWF/E; 14 март 2002 – 5 март 2002; 17 ноември 2002)
  - „Bombshell“ на Powerman 5000 (WWE; 1 ноември 2002 – 5 юни 2005)
  - „Eyes of Righteousness“ на Jim Johnston и Maydie Myles (WWE; 23 май 2002 – 16 ноември 2002)
  - „Watch Out, Watch Out“ на Dale Oliver (TNA/Независими компании; използвана докато е в отбор с Братът Рей/Були Рей)
  - „Devon“ на Dale Oliver (TNA)
  - „Deadman's Hand“ (Instrumental) на Dale Oliver (TNA; използвана като част от Аса и Осмици)

## Шампионски титли и отличия
- All Japan Pro Wrestling
  - Световна най-силна отборна определяща лига (2005) – с Братът Рей
- Cauliflower Alley Club
  - Други наградени (1997) – с Бъба Рей Дъдли
- Extreme Championship Wrestling
  - Световен отборен шампион на ECW (8 пъти) – с Бъба Рей Дъдли[1]
- Hustle
  - Супер отборни шампиони на Hustle (1 път) – с Братът Рей
- New Japan Pro Wrestling
  - Отборни шампиони на IWGP (2 пъти) – с Братът Рей[1]
- Northeast Wrestling
  - Шампион в тежка категория на Съединените щати на NEW (1 път)[5][14]
- Northern States Wrestling Alliance
  - Шампион в тежка категория на Съединените щати на NSWA (1 път)[5][14]
- Pro Wrestling Illustrated
  - Вражда на годината (2012)[15]Аса и Осмици срещу TNA
  - Мач на годината (2000)[16]с Бъба Рей Дъдли срещу Острието и Крисчън и Харди Бойс в Триъгълен мач със стълби на КечМания 2000
  - Мач на годината (2001)[16]с Бъба Рей Дъдли срещу Острието и Крисчън и Харди Бойс в [[Видове кеч мачове#МСС Мач|мач с маси, стълби и столове на КечМания 17
  - Отбор на годината (2001, 2009)[17] – с Бъба Рей Дъдли
  - PWI го класира като #25 от топ 500 индивидуални кечисти в PWI 500 през 2012[18]
  - PWI го класира като #362 от топ 500 индивидуалните кечисти в „PWI Years“ през 2003[19]
- Pure Action Championship Wrestling
  - Шампион в тежка категория на PACW (1 път)
- Rolling Stone
  - Най-малко променящо играта в обикновения състав завръщане (2015)[20]Като член на Дъдли Бойс – Споделено с Алберто Дел Рио

Squared Circle Wrestling
- - Отборни шампиони на 2CW (1 път)[21][22]
- Total Nonstop Action Wrestling
  - Телевизионен шампион на TNA (2 пъти)[8]
  - Световен отборен шампион на TNA (2 пъти) – с Братът Рей[1]
  - Световен отборен шампион на NWA (1 пъти) – с Братът Рей[1]
  - Зала на славата на TNA (Клас 2014)
- World Wrestling Federation/Entertainment
  - Световен отборен шампион (8 пъти) – с Бъба Рей Дъдли[1]
  - Отборен шампион на WWE (1 път) – с Бъба Рей Дъдли[1]
  - Отборен шампион на WCW (1 пъти) – с Бъба Рей Дъдли[1]
- World Wrestling Organization
  - Интернационален шампион на WWO (1 път)[5][14]
- Награди на Wrestling Observer Newsletter
  - Най-лош образ (2012, 2013) Аса и Осмици[23][24]
  - Най-лошия мач на годината (2006) Обратна кралска битка на TNA на TNA Impact![25]